# Lolita Torres
Beatriz Mariana Torres (Avellaneda,  26 de marzo de 1930-Buenos Aires, 14 de septiembre de 2002), más conocida como Lolita Torres, fue una cantante y actriz argentina. Durante su carrera artística de cincuenta años, incursionó en cine, radio, teatro y televisión. Se presentó en Rusia, España y además en países de América Latina, Asia y Europa, y filmó casi veinte películas, de entre las cuales se destacan La danza de la fortuna (1944), Ritmo, sal y pimienta (1951), La mejor del colegio (1953) o Cuarenta años de novios (1963). Madre del cantautor y actor Diego Torres, y abuela de la actriz y cantante Ángela Torres; se retiró del espectáculo en la década de 1990 por problemas de salud y un mes antes de su muerte fue declarada Ciudadana ilustre de la Ciudad de Buenos Aires.

## Biografía

### Primeros años
Beatriz Mariana Torres nació el 26 de marzo de 1930 (aunque fue anotada más tarde, como era habitual: el 29 de marzo de 1930) en el partido de Avellaneda, provincia de Buenos Aires. Hija del telegrafista de ferrocarril Pedro Torres y de María Angélica Coton, desde su niñez fue llamada Lolita en la intimidad. Desde niña participó en múltiples festivales escolares. A los ocho años, luego de aprender varias canciones españolas, fue registrada en la Academia Gaeta de Baile y a su vez, estudió canto. En 1940, ganó un concurso organizado en Radio Splendid y fue escuchada por el actor español Manolo Perales, a quien le agradó su presentación.
En 1942, luego de convencer a sus padres, fue partícipe de la obra teatral Maravillas de España, llevada a cabo en el Teatro Avenida bajo la dirección de Ramón Zarzoso. Con el permiso de un juzgado de menores, Torres comenzó a actuar. A principios de la década de 1940, realizó su primer disco simple de 78 rpm con temas como «Te lo juro» y «El gitano Jesús». Debido a sus múltiples actividades, debió abandonar la escuela y continuar sus estudios con una profesora particular. Continuamente, se presentó en estaciones de radio como Belgrano, El Mundo y Splendid y en teatros como El Tronío.

### Comienzos profesionales
A los 14 años, incursionó como una villana en la película La danza de la fortuna (1944), dirigida por Luis Bayón Herrera y con la protagonización de Luis Sandrini y Olinda Bozán. Luego, un mes antes de que Torres cumpliera 15 años, su madre, Angélica, murió debido a una serie de hemorragias en el hígado producto de una caída (anteriormente le habían extraído el bazo). En 1946, firmó contrato con Radiotour para trabajar con Pepe Biondi, actuó en la revista Reunión de estrellas en Paraná y Corrientes, de Carlos A. Petit, y realizó presentaciones en la Isla Suárez, en Brasil.

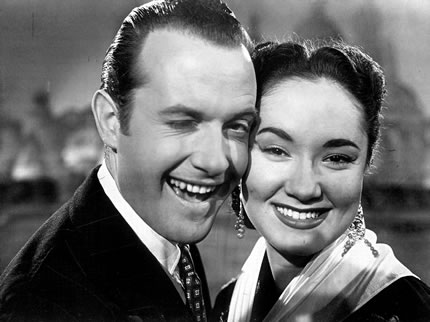
Ricardo Passano y Lolita Torres en Ritmo, sal y pimienta (1952).

Dos años después, en 1948, tuvo su primer protagónico cinematográfico en Ritmo, sal y pimienta, que se estrenó en 1951. En aquella comedia, que contenía cuadros musicales, actuó junto a Ricardo Passano (h), quien fue el único actor que la besó en una película, ya que al padre de Torres no le agradaban ese tipo de escenas. El escritor Luis Trelles Plazaola sostuvo que la razón del éxito de aquella producción «se debió gracias a la popular Lolita Torres.» A fines de la década de 1940, ya era una figura reconocida y con gran apoyo por parte de la crítica y el público.

### Consagración

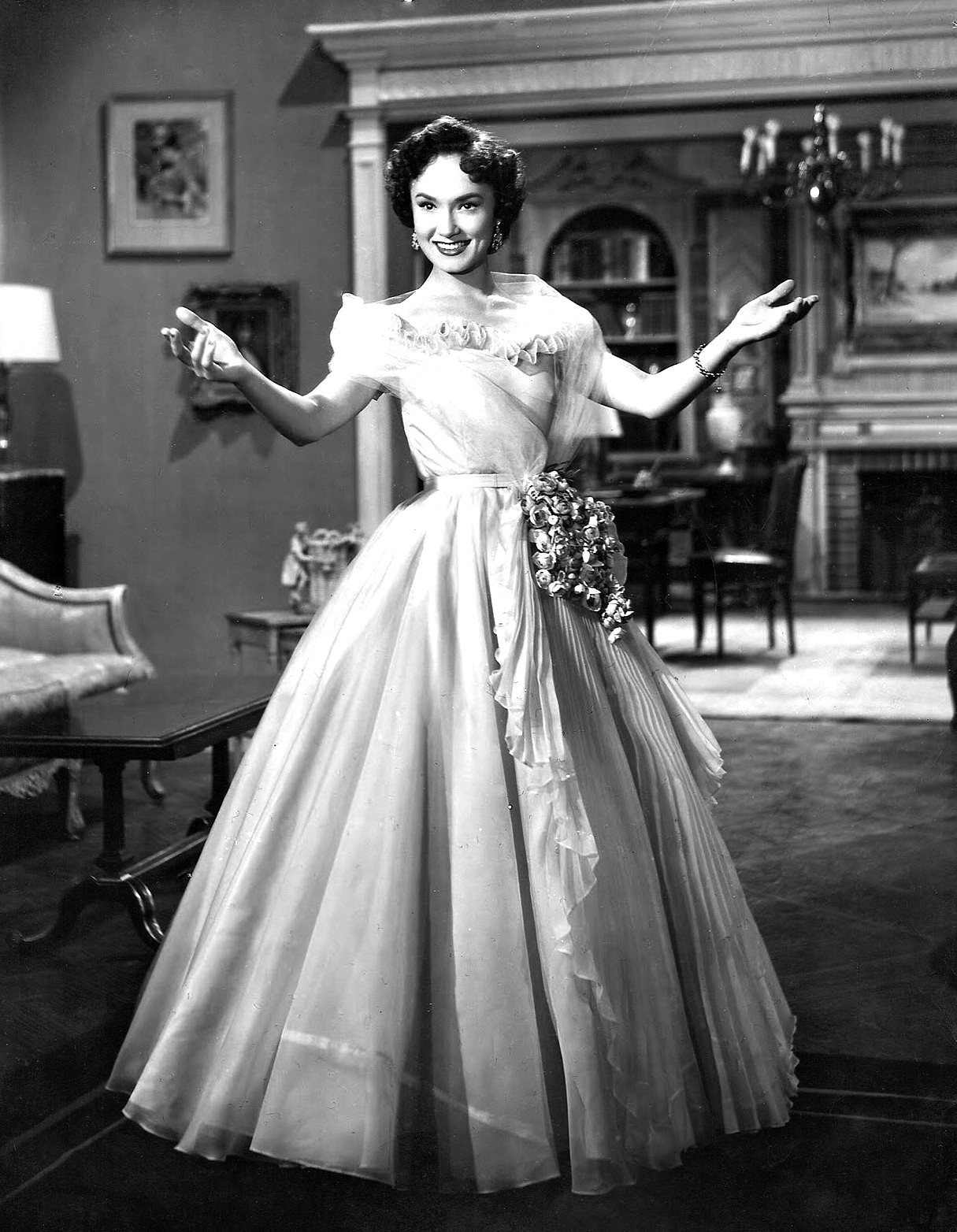
Lolita Torres en Un novio para Laura (1955).

Posteriormente, contratada por la empresa General Belgrano, intervino en diversos filmes como El mucamo de la niña (1951) y La niña de fuego (1952). Apenas finalizó su contrato con aquella compañía, los hermanos Mentasti la convocaron para que participara en La mejor del colegio (1953), con Nelly Láinez, y La edad del amor (1954), entre otras (muchas de las cuales estuvieron dirigidas por Julio Saraceni y con la actuación de Alberto Dalbes). Desde 1955 a 1958 encabezó películas que fueron dirigidas principalmente a jóvenes y adolescentes: La hermosa mentira, la comedia romántica Novia para dos, Amor a primera vista, con Osvaldo Miranda, y Un novio para Laura. El redactor Nicolás Llobet expresó: «Más allá de sus virtudes artísticas, el público y sus colegas supieron reconocer en Lolita Torres a un ser humano notable.»
En 1963, viajó a la Unión Soviética, invitada para participar en el III Festival de Cine de Moscú, integrando la delegación argentina y donde tuvo un recibimiento de enorme relevancia por parte del pueblo ruso. La actriz relato al respecto: "Mi film 40 años de novios se exhibió en diez oportunidades, hecho poco común en un Festival. Se dio dos veces en el Palacio de los Deportes, donde hay cabida para ocho mil espectadores; tres veces en el Centro Cultural de Escritores; luego se paso otras tres en el Cine Kosmos, con cuatro mil asistentes por función y una en el Cine del Palacio del Kremlin, ante siete mil espectadores, acto este último en el que se solicitó mi presencia y se me invitó a cantar. Eso tuvo mucha repercusión, al punto de que me pidieron la letra del tango Caminito para traducirla al ruso. Luego de esa exhibición en el Kremlin, tuve que saludar al publico desde un balcón. Por lo bajo le dije a mi esposo: 'Mirá, parezco Perón saludando en Plaza de Mayo'. Nunca me hubiese imaginado semejante acogida". En realidad, la estrella gozaba de gran popularidad en la URSS desde años antes, cuando se había estrenado La edad del amor, que fue vista por un millón de espectadores. Además, visitó al país en numerosas ocasiones. Por otra parte, también se presentó activamente en Estados Unidos, Pretoria,  Canadá, Cuba, entre otros sitios. El escritor Jorge Asís, escribió: «Era notable la pasión que aún despertaba Lolita Torres, una argentina agallegada que había atravesado el corazón virginal de todas las rusas. Les había renovado la existencia de sentimientos...»

Siempre me gustaron Gardel, Julio Sosa y, entre las mujeres, Mercedes Simone. Pero, pese a que crecí en el tango tradicional, estoy abierta a los nuevos giros que sufre el género. Nadie debe estancarse sobre todo en lo artístico. De lo nuevo perdurará aquello que sea auténtico.
Lolita Torres.

Como cantante, Torres interpretó, por lo general, un repertorio principalmente compuesto por temas musicales españoles, de entre los que se destacan: «Cielo andaluz», «Ojos verdes», «La bien pagá», «Dulce Cataluña», «No me mires más», «Te lo juro yo», «Si vas a Calatayud», «Martirio», «Mala entraña», «Coimbra divina» o «Sevillanas del Espartero». Sobre sus interpretaciones, Miguel de Molina comentó: «Transmitía; impuso un estilo, nadie pensaba en su voz cascadita.» Durante toda su carrera musical, brindó reediciones de «Caminito» y cantó composiciones de autores como Ariel Ramírez, Eladia Blázquez, Silvio Rodríguez, Waldo de los Ríos, Charly García y Víctor Heredia, entre otros. A su vez, ofreció melodías criollas de Polo Giménez y de músicos internacionales, como Sting, cuyo tema «Fragilidad» fue interpretado por Torres. Entre otras tonadas representadas por Torres se hallan «Música en la noche» (de El fantasma de la ópera) o «Memory» (de Cats). Durante sus últimas décadas solía presentarse con Ariel Ramírez y el pianista Oscar Cardozo Ocampo. Ya en los años 1970, decidió cambiar su repertorio centrándose en el tango, uno de sus géneros preferidos; así, versionó algunos temas clásicos como «El día que me quieras», de Carlos Gardel y Alfredo Le Pera, y «Milonga sentimental». El escritor Roberto Blanco Pazos la definió como la «Reina absoluta del género español.»

El artista necesita evitar encasillamiento, por eso decidí un día no cantar únicamente temas españoles. A esa actitud me llevó el deseo de evolucionar. Ahora, por ejemplo, me encanta volver a la actriz.
Lolita Torres.

En el medio televisivo, encabezó el ciclo La hermana San Sulpicio, donde interpretó a una monja y se transmitió por Canal 9. Formó también parte de los elencos de Señorita Medianoche, Dos gotas de agua, Mariana, Gorrión, Sangre y arena, etc. En teatro protagonizó piezas como Zazá en 1946 y Según pasan los años, de 1968. Con Juan Carlos Mareco y Délfor Medina actuó en la comedia musical Ladroncito de mi alma y con Analía Gadé en Petit Café.
Sus últimas películas, comprendidas entre 1963 y 1973, tuvieron un modesto éxito en Argentina. Su película preferida, Cuarenta años de novios (1963), de Enrique Carreras, le permitió llevar a cabo un personaje mucho más dramático en comparación con otras caracterizaciones realizadas anteriormente. Su papel ahí significó uno de sus trabajos cinematográficos más importantes. Luego, interpretó a Laura en Pimienta, con Luis Sandrini, donde representó en una escena la canción «La Bamba», de Ritchie Valens. En la década de 1970, solo tuvo dos oportunidades para trabajar en cine; una acompañando a Elena Lucena en Joven, viuda y estanciera (1970) y otra, en Allá en el Norte (1973), filmada en la provincia de Jujuy con guiones de Luis Saslavsky y Abel Santa Cruz. Adriana Puiggrós, en uno de sus libros, publicó: «Algunas películas de Lolita Torres así como de la entonces juvenil Mirtha Legrand fueron calificadas como "sólo para mayores", por ciertas "audacias" no aptas para los jóvenes, aunque "no malas"; ninguna atentaba contra los "valores tradicionales."»

### Últimos años
Con el paso de los años, su trabajo disminuyó pero aun así  editó dos discos (Recital de 1977 y Hoy de 1988) y participó, junto a Charly García, en el álbum homónimo que el cantante editó en 1990, cantando «Filosofía barata y zapatos de goma». El 19 de mayo de 1992, cumplió sus «50 años con el arte» y los celebró con una imponente ceremonia llevada a cabo en el Luna Park, a la cual asistieron Charly García, León Gieco, Jaime Torres, Mercedes Sosa, Antonio Tarragó Ros, Víctor Heredia, Ariel Ramírez, Patricia Sosa, Luis Landriscina, Oscar Cardozo Ocampo, Andrés Percivale y Antonio Agri, quienes le brindaron uno de sus últimos homenajes.
A partir de enero de 1993, condujo por TV su propio ciclo, Dale, Loly, transmitida por Canal 9 con el acompañamiento de sus cuatro hijos. La telecomedia se ubicó pronto entre las más vistas de la TV. En febrero, por ejemplo, hizo 15.9 puntos de rating (lo que equivalía a un 34.5% de audiencia) y se posicionó entre los ocho programas de mayor encendido. Cumplido los primeros tres meses en el aire, la buena marcha del ciclo determinó que el Canal renovara el contrato por otro periodo similar. Pero en el transcurso de este tiempo la convocatoria fue bajando (se estableció aproximadamente en 5 puntos) y comenzaron a sucederse una serie de circunstancias que determinaron el levantamiento del programa a fines de junio. Para esa misma época, Lolita sufrió un problema de salud. Fue operada de cataratas y padeció una angina de pecho. Luego, en el mismo año, tuvo una descompensación cardíaca por la cual debió ser internada y poco después, se le diagnosticó fiebre reumatoidea que derivó en una delicada artrosis generalizada que le producía fuertes dolores y le obligó a reducir notablemente sus actividades y apariciones públicas. Su última aparición fue en 1996, cuando rindió una entrevista a la revista de interés general Caras y apareció, junto a su hijo Diego, en un programa conducido por Julián Weich.

Me siento madura, vital, con inquietudes, con deseos de brindarle a los espectadores, y a mí misma, algo más. Si una no anhela hacer cosas nuevas, una envejece, muere por dentro.
Lolita Torres.

En agosto de 2002, fue declarada Ciudadana ilustre de la Ciudad de Buenos Aires por una iniciativa del diputado porteño Guillermo Oliveri, que destacó «la calidad humana y profesional de la señora Torres, que son amplias y reconocidas tanto en el ámbito nacional como en el internacional». El acto se llevó a cabo en el Salón Dorado de la Legislatura comunal y contó con la presencia del esposo de la actriz, Julio Caccia, su hijo Marcelo, Jorge Barreiro, Osvaldo Miranda, Jorge Luz, Carmen Barbieri, Santiago Bal, Mercedes Carreras y Eduardo Bergara Leumann, sin la participación de Torres, ausente por su enfermedad.

## Muerte
El 28 de agosto, fue ingresada en terapia intensiva a raíz de un edema pulmonar que empeoró su condición de salud. El 2 de septiembre, sufrió una crisis cardíaca por insuficiencia respiratoria agravada por su edema y la artritis reumatoidea, que la obligaron a utilizar un respirador mecánico. Falleció el 14 de septiembre de 2002 a los 72 años de un paro cardiorrespiratorio en el Hospital Español, donde se hallaba internada desde hacía tres semanas, a las 9.20 h. Sus restos fueron inhumados a las 10.30 h del día siguiente en el Panteón de la Asociación Argentina de Actores del cementerio de la Chacarita, ante una gran multitud que se acercó para darle el último adiós. A su funeral, asistieron Osvaldo Miranda, Miguel Ángel Rodríguez, Jorge Barreiro, Carmen Barbieri, Santiago Bal, Pinky, Rolo Puente, entre otros. Luego de enterarse la noticia de su muerte, su esposo, Julio Caccia, sufrió una descompensación cardíaca y debió ser internado en terapia intensiva.
En 2005 la Fundación Konex le confiere un Diploma al Mérito post mortem por su larga trayectoria como cantante de pop/balada.

## Vida privada
A principios de la década de 1950 inició un noviazgo con Juan Carlos Mareco, con quien había compartido cartel en Ladroncito de mi alma. Sin embargo, el padre de la actriz desaprobó a la pareja porque Mareco acababa de divorciarse de su primera esposa. Años después, el propio actor admitió que fueron novios y que abandonó a su mujer por ella.
En agosto de 1957, Torres contrajo matrimonio en una parroquia de Belgrano con Santiago Rodolfo Burastero, a quien definió como su «amor verdadero». "Fito", como le decían, nació en Buenos Aires el 29 de septiembre de 1933, hijo del matrimonio formado por Santiago Burastero (Lalo ) y Luisa Elena Guidi Rojo. La luna de miel la realizaron en Europa y luego, la actriz tuvo su primer hijo: Santiago Ezequiel. Durante un viaje a Mar del Plata, invitada para brindar una nota periodística sobre el Festival Internacional de Cine, Torres y su marido sufrieron un grave accidente automovilístico en el kilómetro 357 de la Ruta 2. La actriz tuvo una luxación en su columna vertebral, pero su esposo permaneció internado en estado inconsciente durante una semana y luego de una operación, murió. El hecho causó gran conmoción.
En diciembre de 1960, se casó con Julio Lole Caccia, un joyero amigo de Burastero, algo que fue muy criticado ya que apenas había pasado dos años y medio desde el trágico deceso de su primer marido. Con Caccia, tuvo cuatro hijos: Angélica, Marcelo, Mariana y Diego, quienes se dedicarían también a la música y a la actuación. En 2010, muere Caccia luego de una larga enfermedad. La actriz y cantante Ángela Torres es su nieta.

## Televisión
- Dale, Loly! (1993) - Loly
- Los especiales de ATC (1982) - Gorrión (Ep: Gorrión)
- Veladas de gala (1981)
- Alta comedia (1972)
- El mundo del espectáculo (1968-1969) - Varios
- Burbuja (1967) - Graciela Reyes / "Burbuja"
- Mariana (1966) - Mariana
- Candilejas (1965) - Maricarmen / Isabel / Marisabel
- Dos gotas de agua (1964) - Mercedes / Juanita
- Señorita Medianoche (1963) - Beatriz
- El sí de las niñas (1961) - Paquita
- La casa de la Troya (1960) - Carmen "Carmiña" de Castro Retén
- La hermana San Sulpicio (1960) - Gloria Bermúdez / Hermana San Sulpicio

## Filmografía
- La danza de la fortuna (1944)
- Ritmo, sal y pimienta (1951)
- El mucamo de la niña (1951)
- La niña de fuego (1952)
- La mejor del colegio (1953)
- La edad del amor (1954)
- Más pobre que una laucha (1955)
- Un novio para Laura (1955)
- Amor a primera vista (1956)
- Novia para dos (1956)
- La hermosa mentira (1958)
- La maestra enamorada (1961)
- Cuarenta años de novios (1963)
- Ritmo nuevo, vieja ola (1965)
- Pimienta (1966)
- Joven, viuda y estanciera (1970)
- Allá en el Norte (1973)

## Discografía
- 1944: "Canciones de la película La danza de la fortuna" (Simple) - SELLO ODEÓN
- 1944: "Lolita Torres simple 45941" (Simple) - SELLO ODEÓN
- 1947: "Lolita Torres simple 32381" (Simple) - SELLO ODEÓN
- 1947: "Lolita Torres simple 32382" (Simple) - SELLO ODEÓN
- 1948: "Lolita Torres simple 32383" (Simple) - SELLO ODEÓN
- 1948: "Lolita Torres simple 32384" (Simple) - SELLO ODEÓN
- 1948: "Lolita Torres simple 32385" (Simple) - SELLO ODEÓN
- 1949: "Lolita Torres simple 32386" (Simple) - SELLO ODEÓN
- 1950: "Lolita Torres simple 55156" (Simple) - SELLO ODEÓN
- 1950: "Canciones de la película Ritmo, sal y pimienta" (Simple 55193) - SELLO ODEÓN
- 1950: "Canciones de la película Ritmo, sal y pimienta" (Simple 55228) - SELLO ODEÓN
- 1950: "Canciones de la película Ritmo, sal y pimienta" (Simple 55259) - SELLO ODEÓN
- 1951: "Lolita Torres simple 55291" (Simple) - SELLO ODEÓN
- 1951: "Lolita Torres simple 55350" (Simple) - SELLO ODEÓN
- 1952: "Canciones de la película La niña de fuego" (Simple 55404) - SELLO ODEÓN
- 1952: "Lolita Torres simple 55442" (Simple) - SELLO ODEÓN
- 1952: "Canciones de la película La niña de fuego" (Simple 55474) - SELLO ODEÓN
- 1952: "Lolita Torres simple 55503" (Simple) - SELLO ODEÓN
- 1953: "Lolita Torres simple 55555" (Simple) - SELLO ODEÓN
- 1953: "Lolita Torres simple 55582" (Simple) - SELLO ODEÓN
- 1953: "Lolita Torres simple 55757" (Simple) - SELLO ODEÓN
- 1953: "Lolita Torres simple 55784" (Simple) - SELLO ODEÓN
- 1954: "Canciones de la película La edad del amor" (Simple 55912) - SELLO ODEÓN
- 1954: "Lolita Torres simple 74246" (Simple) - SELLO ODEÓN
- 1954: "Canciones de la película Más pobre que una laucha" (Simple 74249) - SELLO ODEÓN
- 1955: "Canciones de la película Un novio para Laura" (Simple 74261) - SELLO ODEÓN
- 1955: "Lolita Torres simple 74264" (Simple) - SELLO ODEÓN
- 1955: "Lolita Torres simple 74284" (Simple) - SELLO ODEÓN
- 1955: "Lolita Torres simple 74290" (Simple) - SELLO ODEÓN
- 1956: "Lolita Torres simple 74306" (Simple) - SELLO ODEÓN
- 1956: "Lolita Torres simple 74310" (Simple) - SELLO ODEÓN
- 1956: "Lolita Torres simple 74314" (Simple) - SELLO ODEÓN
- 1956: "Lolita Torres simple 74315" (Simple) - SELLO ODEÓN
- 1956: "Lolita Torres simple 74321" (Simple) - SELLO ODEÓN
- 1956: "Lolita Torres simple 74324" (Simple) - SELLO ODEÓN
- 1956: "Lolita Torres simple 74330" (Simple) - SELLO ODEÓN
- 1956: "Lolita Torres simple 74334" (Simple) - SELLO ODEÓN
- 1957: "Lolita Torres simple 74338" (Simple) - SELLO ODEÓN
- 1957: "Lolita Torres simple 74339" (Simple) - SELLO ODEÓN
- 1957: "Canciones de la película La hermosa mentira" (Simple 74349) - SELLO ODEÓN
- 1957: "Lolita Torres simple 74354" (Simple) - SELLO ODEÓN
- 1957: "Lolita Torres simple 74358" (Simple) - SELLO ODEÓN
- 1957: "Lolita Torres simple 74362" (Simple) - SELLO ODEÓN
- 1957: "Lolita Torres simple 74366" (Simple) - SELLO ODEÓN
- 1957: "Lolita Torres simple 74369" (Simple) - SELLO ODEÓN
- 1957: "Lolita Torres simple 74373" (Simple) - SELLO ODEÓN
- 1957: "Lolita Torres simple 74380" (Simple) - SELLO ODEÓN
- 1962: "Canciones argentinas y españolas" - SELLO FESTIVAL
- 1962: "Un cuento de Nochebuena. Rondas y villancicos" - SELLO FESTIVAL
- 1963: "Canciones de paz" (EP) - SELLO ESPACIAL
- 1963: "Pero hay una melena" (EP) - SELLO ESPACIAL
- 1963: "Señorita Medianoche" (EP) - SELLO ESPACIAL
- 1963: "Madrecita mía, vidalita, éste es mi homenaje" (Simple) - SELLO ESPACIAL
- 1964: "Bailes flamencos - Volumen 2" (EP) - SELLO ESPACIAL
- 1964: "Dos gotas de agua" (EP) - SELLO ESPACIAL
- 1965: "Canciones de la ola eterna" - SELLO ESPACIAL
- 1965: "Lolita hoy canta... canciones de la telenovela Candilejas" - SELLO ESPACIAL
- 1966: "Pimienta" - SELLO ESPACIAL
- 1966: "Los sucesos de Lolita Torres" - SELLO EMI ODEÓN
- 1968: "Según pasan los años" - SELLO CATOR SCA
- 1969: "Cantando soy española" - SELLO ODEÓN
- 1972: "Lolita Torres" (EP) - SELLO RCA VICTOR
- 1975: "Canta Lolita Torres" - SELLO HISPAVOX - MICROFÓN ARGENTINA S.A.
- 1977: "Recital" - Junto a Ariel Ramírez - SELLO PHILIPS
- 1979: "La hermanita perdida" (Simple) - Junto a Atahualpa Yupanqui y Ariel Ramírez - SELLO MICROFÓN ARGENTINA S.A.
- 1982: "Homejaje a las Malvinas argentinas" - Junto a Atahualpa Yupanqui y Ariel Ramírez - SELLO MICROFÓN ARGENTINA S.A.
- 1988: "Lolita hoy" - SELLO SONLO
- 1991: "Lolita Torres en concierto" - SELLO PHILIPS
- 2003: "Grandes Éxitos" - SELLO EMI ODEÓN
- 2005: "Su Consagración" - SELLO DISTRIBUIDORA BELGRANO NORTE
- 2005: "Sus Primeros Éxitos" - SELLO DISTRIBUIDORA BELGRANO NORTE
- 2005: "Oro - Grandes Éxitos" - SELLO UNIVERSAL